# Michael Salvatori
Michael C. Salvatori (1954) è un compositore statunitense noto soprattutto per la collaborazione con il collega Martin O'Donnell per le colonne sonore della serie di videogiochi Halo. Salvatori ha conosciuto O'Donnell al college ed hanno creato la loro società di produzione, TotalAudio. Salvatori ha continuato a gestire la società ed a lavorare per clienti come Disney e Wideload Games. Di recente ha co-composto la colonna sonora del videogioco Destiny del 2014 e delle sue espansioni The Taken King (2015) e Rise of Iron (2016). Ha composto musica anche per Destiny 2 (2017) e le sue espansioni Forsaken (2018), Shadowkeep (2019) e Beyond Light (2020)..

## Biografia
Salvatori iniziò scrivendo musica per la sua band rock mentre era al college ed è diventato amico di Martin O'Donnell.
Quest'ultimo alla fine si trasferì a Chicago dopo aver completato gli studi e venne contattato con un'offerta di lavoro per comporre musica per il film di un collega. Dato che Salvatori aveva il suo studio di registrazione, O'Donnell si offrì di dividere il lavoro con lui e divennero soci. Dopo l'assunzione di O'Donnell presso Bungie Studios, Salvatori rimase a gestire l'aspetto commerciale di TotalAudio, cosa che continua a fare.

### Bungie

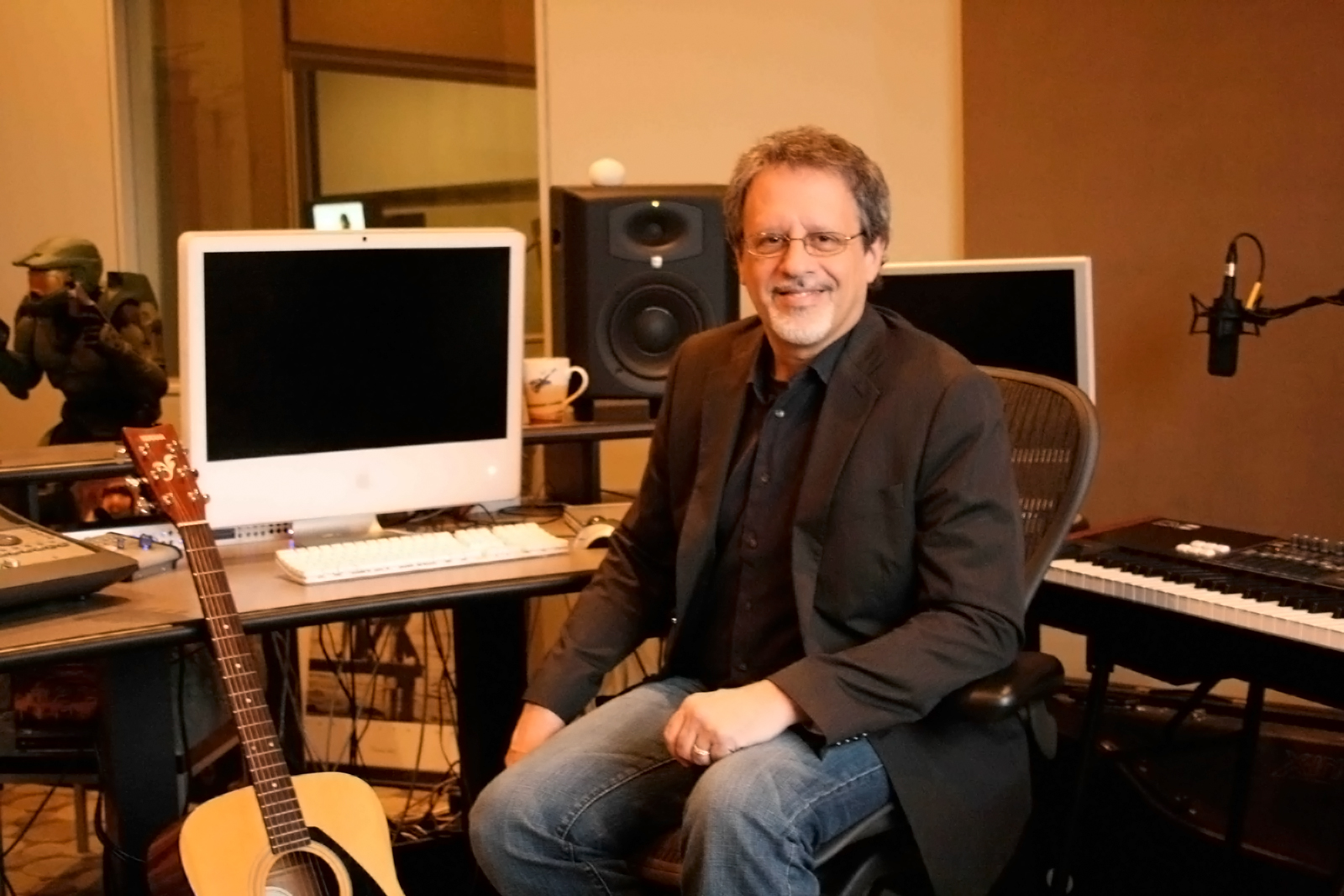
Salvatori nel suo studio

Salvatori ha co-composto la musica per i sequel di Halo: Combat Evolved, Halo 2 e Halo 3 con O'Donnell che ha definito Salvatori una delle sue influenze musicali.
O'Donnell ha iniziato a lavorare sulla composizione delle musiche di Halo 3: ODST prima che Salvatori si unisse al team nel febbraio 2009. "Marty (O'Donnell) aveva iniziato a scrivere prima di me e mi ha inviato alcune delle sue idee", ha detto Salvatori. "Ne ho scelte alcune a cui sentivo di poter aggiungere un po' di magia ed ho lavorato su quelle." Quando il duo sentì di avere abbastanza materiale su cui lavorare, Salvatori decise di volare a Seattle per completare gli arrangiamenti e per registrare i musicisti dal vivo.
Salvatori ha co-composto anche la colonna sonora del videogioco Destiny che vinse diversi premi e più recentemente ha aiutato a scrivere la musica per Destiny 2, rilasciata nell'autunno del 2017.

### Collezioni e altri lavori
La musica di O'Donnell e Salvatori è stata confezionata e pubblicata sia in forma fisica che in forma digitale. La colonna sonora originale di Halo ha venduto oltre 40 000 copie.
Tutto il lavoro svolto da Salvatori sulla serie Halo è stato racchiuso in una raccolta chiamata Halo Trilogy - The Complete Original Soundtracks nel dicembre 2008 insieme alle tracce precedenti scritte dal compositore di Halo Wars Stephen Rippy. La musica per ODST è stata pubblicata in un set di due dischi il 22 settembre 2009. Salvatori continua a progettare, produrre e comporre la propria musica. Oltre ai suoi successi rappresentati da Halo e Destiny ha lavorato anche alla composizione musicale di Stubbs the Zombie e di Disney's Guilty Party.